# Henri Eninful
Akoete Henritse Eninful, plus couramment appelé Henri Eninful, est un footballeur international togolais né le 21 juillet 1992 à Notsé. Évoluant au poste de milieu défensif, il joue pour le FC Lahti, dans le championnat de Finlande.

## Biographie

### En équipe nationale
Henri Eninful fait ses débuts avec l'équipe du Togo le 15 novembre 2015, lors du deuxième tour des éliminatoires de la Coupe du monde 2018 contre l'Ouganda (défaite 3-0).
En janvier 2017, Claude Le Roy l'inclut dans sa liste des 23 joueurs sélectionnés pour participer à la Coupe d'Afrique des nations 2017.

## Statistiques
Le tableau ci-dessous récapitule les statistiques de Henri Eninful lors de sa carrière en club :
| Saison                | Club                  | Championnat           | Championnat | Championnat | Coupe(s) nationale(s) | Coupe(s) nationale(s) | Compétition(s) continentale(s) | Compétition(s) continentale(s) | Compétition(s) continentale(s) | Total | Total |
| Saison                | Club                  | Division              | M.          | B.          | M.                    | B.                    | Comp.                          | M.                             | B.                             | M.    | B.    |
| 2010-2011             | Standard de Liège     | 1                     | 3           | 0           | 1                     | 0                     | -                              | -                              | -                              | 4     | 0     |
| 2011-2012             | Standard de Liège     | 1                     | -           | -           | -                     | -                     | C3                             | 1                              | 0                              | 1     | 0     |
| 2011-2012             | Újpest FC             | 1                     | 10          | 0           | 2                     | 0                     | -                              | -                              | -                              | 12    | 0     |
| 2012-2013             | Újpest FC             | 1                     | 1           | 0           | 4                     | 0                     | -                              | -                              | -                              | 5     | 0     |
| 2013-2014             | Újpest FC             | 1                     | 6           | 0           | 5                     | 0                     | -                              | -                              | -                              | 11    | 0     |
| 2013-2014             | Kecskeméti TE         | 1                     | 12          | 1           | -                     | -                     | -                              | -                              | -                              | 12    | 1     |
| 2014-2015             | Kecskeméti TE         | 1                     | 20          | 0           | 6                     | 1                     | -                              | -                              | -                              | 26    | 1     |
| 2015-2016             | Doxa Katokopias       | 1                     | 28          | 1           | -                     | -                     | -                              | -                              | -                              | 28    | 1     |
| 2016-2017             | Doxa Katokopias       | 1                     | 15          | 0           | -                     | -                     | -                              | -                              | -                              | 15    | 0     |
| Total sur la carrière | Total sur la carrière | Total sur la carrière | 95          | 2           | 18                    | 1                     | -                              | 1                              | 0                              | 114   | 3     |